# Liste der Biografien/Werc
Liste der Biografien |
Portal Biografien |
Personensuche
# |
A |
B |
C |
D |
E |
F |
G |
H |
I |
J |
K |
L |
M |
N |
O |
P |
Q |
R |
S |
T |
U |
V |
W |
X |
Y |
Z |
?
 
Wa |
Wc |
Wd |
We |
Wh |
Wi |
Wj |
Wl |
Wn |
Wo |
Wr |
Ws |
Wt |
Wu |
Ww |
Wy |
Wz
 
Wea |
Web |
Wec |
Wed |
Wee |
Wef |
Weg |
Weh |
Wei |
Wej |
Wek |
Wel |
Wem |
Wen |
Weo |
Wep |
Wer |
Wes |
Wet |
Weu |
Wev |
Wew |
Wex |
Wey |
Wez
 
Wera |
Werb |
Werc |
Werd |
Were |
Werf |
Werg |
Werh |
Weri |
Werj |
Werk |
Werl |
Werm |
Wern |
Wero |
Werp |
Werr |
Wers |
Wert |
Weru |
Werv |
Werw |
Wery |
Werz
Die Liste der Biografien führt alle Personen auf, die in der deutschsprachigen Wikipedia einen Artikel haben. Dieses ist eine Teilliste mit 19 Einträgen von Personen, deren Namen mit den Buchstaben „Werc“ beginnt.

## Werc

### Werch
- Werchaw, Symon, Dresdner Ratsherr, Stadtrichter und Bürgermeister
- Werchota, Anna (1853–1932), österreichische Mundartdichterin und Beamtin
- Werchowski, Alexander Iwanowitsch (1886–1938), russischer Kriegsminister
- Werchowski, Mathieu (* 1973), französischer Jazz- und Improvisationsmusiker (Geige, Bratsche) und Sounddesigner
- Werchowzew, Fjodor Andrejewitsch (1804–1867), russischer Goldschmied und Mäzen
- Werchowzew, Sergei Fjodorowitsch (1843–1893), russischer Bildhauer und Goldschmied
- Werchratskyj, Iwan (1846–1919), ukrainischer Naturforscher, Philologe, Linguist, Schriftsteller und Pädagoge
- Werchuslawa von Nowgorod, Fürstin der Kiewer Rus und Mitglied des Fürstengeschlechts der Rurikiden

### Werck
- Werckmeister genannt von Oesterling, Edwin (1832–1912), preußischer Generalleutnant
- Werckmeister, Andreas (1645–1706), deutscher Komponist und Musiktheoretiker
- Werckmeister, Friedrich (1839–1894), deutscher Holzstecher und Radierer
- Werckmeister, Hans (1871–1929), deutscher Schauspieler und Regisseur
- Werckmeister, Luise (1882–1942), deutsche Schauspielerin
- Werckmeister, Otto Karl (1934–2023), deutscher Kunsthistoriker und Hochschullehrer
- Werckmeister, Vicky (1902–1969), deutsche Schauspielerin und Sängerin
- Werckshagen, Carl (1863–1908), deutscher Theologe, Pastor, Schriftsteller und Redakteur
- Werckshagen, Carl (1903–2001), deutscher Dramaturg und Schriftsteller
- Werckx, Kristel (* 1969), belgische Radrennfahrerin

### Werco
- Wercollier, Lucien (1908–2002), luxemburgischer Bildhauer